# Rumänischer Amateurfunkverband
Der Rumänische Amateurfunkverband, rumänisch Federaţia Română de Radioamatorism (FRR), englisch The Romanian Amateur Radio Federation, ist der nationale Verband der Funkamateure in Rumänien.
Die FRR ist Mitglied der International Amateur Radio Union (IARU Region 1), der internationalen Vereinigung von Amateurfunkverbänden, und vertritt dort die Interessen der Funkamateure des Landes.
Die FRR in der heutigen Rechtsform wurde am 31. Dezember 2001 gegründet. Es gab Vorläuferinnen aus den Jahren 1925 beziehungsweise 1950.
Hauptzweck ist die Förderung der Völkerfreundschaft und Kultur sowie die Durchführung von Veranstaltungen, wie Fielddays und Summits on the Air (SOTA). Die FRR unterstützt ihre Mitglieder bei der Vorbereitung, Durchführung und Auswertung von Funkwettbewerben und bei der Analyse von Verkehrsprotokollen.
Das „Hauptquartier“ des Verbands hat das Rufzeichen YRØHQ.